# Liste der Biografien/Frig
Liste der Biografien |
Portal Biografien |
Personensuche
# |
A |
B |
C |
D |
E |
F |
G |
H |
I |
J |
K |
L |
M |
N |
O |
P |
Q |
R |
S |
T |
U |
V |
W |
X |
Y |
Z |
?
 
Fa |
Fe |
Ff |
Fh |
Fi |
Fj |
Fk |
Fl |
Fm |
Fn |
Fo |
Fr |
Ft |
Fu |
Fy
 
Fra |
Frc |
Fre |
Frg |
Fri |
Frk |
Frl |
Fro |
Fru |
Fry
 
Fria |
Frib |
Fric |
Frid |
Frie |
Frig |
Frih |
Frii |
Frij |
Frik |
Fril |
Frim |
Frin |
Frio |
Frip |
Frir |
Fris |
Frit |
Friv |
Friz
Die Liste der Biografien führt alle Personen auf, die in der deutschsprachigen Wikipedia einen Artikel haben. Dieses ist eine Teilliste mit 32 Einträgen von Personen, deren Namen mit den Buchstaben „Frig“ beginnt.

## Frig

### Friga
- Frigård, Geir (* 1970), norwegischer Fußballspieler
- Frigast, Peter (1889–1968), dänischer Tennisspieler und Golfer

### Frige
- Frigel, Pehr (1750–1842), schwedischer Komponist
- Frigeni, Giuliano (* 1947), italienischer Ordensgeistlicher, römisch-katholischer Bischof von Parintins
- Frigeridus, römischer Oberbefehlshaber und Heerführer
- Frigerio, Alessandro (1914–1979), Schweizer Fussballspieler
- Frigerio, Ezio (1930–2022), italienischer Bühnenbildner
- Frigerio, Ugo (1901–1968), italienischer Geher und Olympiasieger
- Frigerio, Vittore (1885–1961), Schweizer Journalist und Schriftsteller
- Frigerio, Vittorio (* 1958), Schweizer Schriftsteller

### Frigg
- Frigge, Carsten (* 1963), deutscher Politiker (CDU), Senator in Hamburg
- Frigger, Vincenz (1909–1986), deutscher Maler und Musiker
- Friggieri, Joe (* 1946), maltesischer Philosoph, Dichter, Dramatiker und Theaterdirektor
- Friggieri, Oliver (1947–2020), maltesischer Schriftsteller und Literaturprofessor
- Friggieri, Ruggieru (1886–1925), maltesischer Fußballspieler

### Frigi
- Frigimelica, Girolamo (1653–1732), italienischer Architekt, Dichter und Librettist

### Frign
- Frignani, Amleto (1932–1997), italienischer Fußballspieler
- Frignani, Lorenzo (* 1960), italienischer Geigen- und Gitarrenbauer

### Frigo
- Frigo, Dario (* 1973), italienischer Radrennfahrer
- Frigo, Dorothea (1949–2024), deutsche Bildhauerin
- Frigo, Franco (* 1950), italienischer Politiker (Partito Democratico), MdEP
- Frigo, Johnny (1916–2007), US-amerikanischer Jazzbassist und -violinist
- Frigo, Luca (* 1993), italienischer Eishockeyspieler
- Frigo, Manuel (* 1997), italienischer Schwimmer
- Frigo, Marco (* 2000), italienischer Radrennfahrer
- Frigo, Peter (* 1963), österreichischer Arzt, Hochschullehrer und Politiker
- Frigo, Romeo (1946–2021), Schweizer Bogenschütze
- Frigola i Fanjula, Bonaventura (1835–1899), katalanischer Komponist und Musikpädagoge
- Frigola i Frigola, Bonaventura (1829–1901), katalanischer Komponist, Violinist und Kapellmeister
- Frigon, Miranda (* 1980), kanadische Schauspielerin und Singer-Songwriterin

### Frigy
- Frigyér, Iván (1898–1987), banatschwäbischer römisch-katholischer Ordinarius von Timișoara
- Frigyes, Dezső (1913–1984), ungarischer Boxer